# Donja Dubrava (Zagreb)
Donja Dubrava gradska je četvrt u samoupravnom ustrojstvu Grada Zagreba. Gradska četvrt osnovana je Statutom Grada Zagreba 14. prosinca 1999., a u prethodnom ustrojstvu postojala je Općina Dubrava. Četvrt obuhvaća dio Dubrave južno od Avenije Dubrava, u kojem se nalaze brojna naselja, kao što su Čulinec, Retkovec i Trnava.
Po podacima iz 2011. površina četvrti je 10,82 km2, a broj stanovnika 36 363.

## Povijest
Područje današnjeg Zagreba u antičko je vrijeme naseljavalo ilirsko pleme Varciana. Jugoistočno od Donje Dubrave razvijao se rimski municipij Andautonija, visokorazvijen grad tipične rimske urbane arhitekture.
U 7. stoljeću, u vrijeme naleta barbarskih plemena, s propašću rimske vlasti nestaje i Andautonija i njeno značenje u ovim krajevima, a počinje naseljavanje Hrvata.
Sve do 13. stoljeća područje Donje Dubrave potpadalo je pod CASTRUM ZAGRABIENSE, tj. Gradec.
Tu sve do 1840-ih nema niti jednog stanovnika. Tada počinje raskršivanje i nastanjivanje Dubrave koja se prvi put nalazi na popisu naselja 1842. sa svega devet stanovnika u tri kuće.
Tijekom druge polovice 19. stoljeća broj stanovnika Dubrave lagano se povećava na 15 – 25. 
Pred Drugi svjetski rat naselje se širi i u njegovu jugozapadnom dijelu nastaje jezgra Dubrave, kojoj gravitiraju okolna sela.
U to se vrijeme formira i uređuje glavna ulica. Tijekom 1940-ih gradi se, prema regulatornoj osnovi, željezničarsko naselje (današnja Slavonska ulica – između Vukovarske i Osječke). Tek se uvođenjem tramvaja Dubrava jače povezuje s gradom.
Dana 13. listopada 1940. u Dubravi je održana Peta zemaljska konferencija KPJ.
Dana 20. prosinca 1943. u zapadnoj Dubravi ustaše su javno objesile uzduž današnje Avenije Dubrava 18 civilnih građana (gimnazijskih profesora, obrtnika) te članova Komunističke partije Hrvatske. Taj događaj poznat je pod nazivom Prosinačke žrtve 20. prosinca 1943. Dubravu su u svibnju 1945. oslobodili partizani.
Nakon Drugog svjetskog rata slijedi ubrzana gradnja, a osnovnu fizionomiju naselju određuje gradnja privatnih obiteljskih kuća.
Potkraj 1947. područje MNO Zagrebačka Dubrava, koje svojim većim dijelom obuhvaća prostor Gradske četvrti Gornja Dubrava, pripojeno je Gradu Zagrebu, odnosno tadašnjem III. rajonu Maksimir.
Do 1994. na području Donje Dubrave bilo je devet mjesnih zajednica: Čulinec, Donja Dubrava, Ivan Mažuranić, Novi Retkovec, Resnički Gaj, Poljanice, Stari Retkovec, 30. svibnja 1990. i Trnava.

## Vijeće gradske četvrti Donja Dubrava
- predsjednik: nije izabran
- potpredsjednik: nije izabran

Vijeće gradske četvrti Donja Dubrava ima 15 zastupnika.
| lista | lista                                                                  | nositelj liste           | glasovi | postotak | mandati |
| ----- | ---------------------------------------------------------------------- | ------------------------ | ------- | -------- | ------- |
|       | Možemo! – SDP                                                          | Ankica Penava Pejčinović | 3327    | 31,16 %  | 5 / 15  |
|       | HDZ – Domovinski pokret – HSU – HSS                                    | Trpimir Majcan           | 2563    | 24,01 %  | 4 / 15  |
|       | Zagreb United                                                          | Antun Bošnjaković        | 1597    | 14,96 %  | 2 / 15  |
|       | Jedino Hrvatska! – Domino – Hrvatski suverenisti – Blok za Hrvatsku    | Maja Oreški Pavliš       | 931     | 8,72 %   | 1 / 15  |
|       | Blok umirovljenici zajedno – Plavi grad                                | Mladen Cetnija           | 710     | 6,65 %   | 1 / 15  |
|       | NL Pavle Kalinić – Stranka umirovljenika – Umirovljenici zajedno – ZDS | Alin Kavur               | 621     | 5,81 %   | 1 / 15  |
|       | Most – HSP                                                             | Siniša Opačić            | 563     | 5,27 %   | 1 / 15  |
|       | DO i SIP – GLAS – ORaH – Reformisti                                    | Anita Velić Fabijanić    | 362     | 3,39 %   | 0 / 15  |

## Vanjske poveznice
- Službene stranice grada Zagreba
- Službena web stranica Gradske četvrti